# Shonen Shojo
Shonen Shojo (症年症女?, Shōnen Shōjo) è un manga shōnen scritto da Nisio Isin e disegnato da Akira Akatsuki. La serie è stata serializzata in Giappone dal 4 gennaio 2016 al 4 aprile 2017 sulla rivista Jump Square di Shūeisha.
In Italia è stato pubblicato da J-Pop il 21 settembre 2017.

## Trama
Il protagonista della storia è un ragazzo normale abbastanza riservato che considera l’intera umanità del tutto "priva di individualità"; questo perché è affetto da una malattia rara che gli impedisce di vedere gli sguardi della gente comune, comprendere i loro nomi e qualunque traccia del loro carattere. Quando scopre di essere affetto da una malattia che lo condurrà alla morte all'età di 12 anni, il ragazzo prova una gioia incontenibile, sentendosi unico e irripetibile in tutto il genere umano. Però a rompere l'idillio c'è una ragazza bella più grande di lui che è affetta dalla sua stessa malattia; se vuole conservare la sua unicità, il ragazzo deve uccidere la ragazza prima che la malattia se ne vada e la ragazza si sente disprezzata.

## Personaggi
- Shonen (少年?, Shōnen): è il protagonista della storia, ossia un ragazzo riservato dalla mentalità sociopatica, ha 11 anni e considera l'umanità priva d'individualità. Quest'ultimo è affetto da una malattia rara che gli impedisce di guadare gli sguardi di gente comune e della loro personalità e la sua missione è uccidere una ragazza di nome Shojo, che ha 8 mesi in più di lui che ha la stessa sua malattia prima che si espande.

- Shojo (少女?, Shōjo): è la co-protagonista della storia, ossia una ragazza bella e ottimista ed ha un intelletto superiore rispetto a Shonen. Ha 11 anni e ha la stessa malattia di Shonen.

## Pubblicazione
Il manga, scritto da Nisio Isin e disegnato da Akira Akatsuki, è stato serializzato dal 4 gennaio 2016 al 4 aprile 2017 sulla rivista Jump Square edita da Shūeisha. I capitoli sono stati raccolti in 3 volumi tankōbon pubblicati dal 3 giugno 2016 al .
In Italia la serie è stata pubblicata da Edizioni BD sotto l'etichetta J-Pop il 21 settembre 2017.
| Nº | Data di prima pubblicazione | Data di prima pubblicazione | Data di prima pubblicazione | Data di prima pubblicazione |
| Nº | Giapponese                  | Giapponese                  | Italiano                    | Italiano                    |
| -- | --------------------------- | --------------------------- | --------------------------- | --------------------------- |
| 1  | 3 giugno 2016               | ISBN 978-4-08-880710-2      | 21 settembre 2017           | ISBN 978-88-3275-123-9      |
| 2  | 4 novembre 2016             | ISBN 978-4-08-880816-1      | 21 settembre 2017           | ISBN 978-88-3275-124-6      |
| 3  | 2 maggio 2017               | ISBN 978-4-08-881082-9      | 21 settembre 2017           | ISBN 978-88-3275-125-3      |

## Accoglienza
Durante la sua settimana di debutto in Giappone, il terzo volume ha venduto 19 217 copie stimate. Luca Cerutti di Magazine uBC Fumetti recensendo la serie completa ha affermato che si trattava di un manga valido dove i primi due volumi si rivelavano avvincenti mentre il terzo andava un po' ad incespicare sulla chiusura per via della sceneggiatura che non riusciva a rimanere fedele a se stessa, come invece accaduto ai due protagonisti, cercando di virare in un finale quasi felice. Nisio Isin aveva dimostrato di essere decisamente più crudo e crudele, nonostante riuscisse a bilanciare bene il tutto grazie ad un paradossale senso dell'umorismo, un po' come già accaduto in altre sue opere come Monogatari e Medaka Box.